# Pitharcha marmorata
Pitharcha marmorata är en fjärilsart som beskrevs av László Anthony Gozmány. Pitharcha marmorata ingår i släktet Pitharcha och familjen äkta malar. Inga underarter finns listade i Catalogue of Life.